# 川口真五
川口 真五（かわぐち しんご、1978年2月4日 - ）は、日本の元俳優。愛知県出身。オレガ所属。
本名は川口 真吾（読み同じ）。身長182cm。

## 略歴
桐朋学園大学短期大学部 芸術学科演劇専攻卒（31期生）。1999年、舞台『N.G.』で俳優デビュー。
2001年に放送された、『探偵 左文字進』第4話『殺人ツアーにようこそ』に、数年後『仮面ライダー響鬼』で共演する松田賢二とともに出演。
2005年、『仮面ライダー響鬼』にトドロキ / 仮面ライダー轟鬼役で出演。2009年、『仮面ライダーディケイド』で、別人という設定ではあるものの再びトドロキ（轟鬼）を演じた。また、2013年に『仮面ライダーウィザード』で、山本昌宏 / 仮面ライダーメイジ役で出演している。
2020年、キャスティング会社skeleton Colorを設立、現在は役者としての活動はしていない。

## 人物
趣味はギター。特技はDJ・剣道・バスケットボール。
子供のころの特撮作品では『電子戦隊デンジマン』と『太陽戦隊サンバルカン』が印象に残っているといい、特に『サンバルカン』のバルシャークが好きだったと語っている。

## 出演

### テレビドラマ
- 京都迷宮案内（1999年、テレビ朝日）
- 私の青空（2000年、NHK）[4]
- 赤い霊柩車 14・完全犯罪を狙った女 謎の死体が琵琶湖に浮かぶ…哀れな出生の秘密が招いた悲情な復讐劇（2001年10月12日）- 大川勝利 役
- 探偵 左文字進 第4作「殺人ツアーにようこそ」（2001年10月15日、TBS）- 立川伸太郎 役
- 相棒（テレビ朝日）
  - season1 第5話「目撃者」（2002年11月6日）- ボーガンの持ち主・通称「ろくでなし」佐々木文宏 役
  - season8 第3話「ミス・グリーンの秘密」（2009年10月28日）- 大学生・武井敦夫 役
- こちら本池上署（2002年、TBS）[4]
- ショコラ（2003年、MBS）()
- 仮面ライダーシリーズ（テレビ朝日）
  - 仮面ライダー響鬼（2005年）- トドロキ 役
  - 仮面ライダーディケイド（2009年）- トドロキ 役
  - 仮面ライダーウィザード 第46話 - 第51話（2013年8月4日）- 山本昌宏 / 仮面ライダーメイジ 役
  - 仮面ライダージオウ 第33話・第34話（2019年4月28日・5月3日）- トドロキ / 仮面ライダー轟鬼 役（友情出演）[5]
- 偽りの花園（2006年、THX）- 羽生剛 役
- 下北GLORY DAYS（2006年、テレビ東京）- 篠田昇 役
- 戦場のガールズライフ（2006年、BSフジ）-  松尾卓男 役
- 金曜プレステージ「医療捜査官 財前一二三2」（2011年12月16日、フジテレビ）- 久保田正秋 役
- 連続ドラマW「震える牛」 第3話（2013年6月30日、WOWOW）- 野村輝晃 役
- 連続ドラマW「地の塩」 第3・4話（2014年2月16日 - 、WOWOW）- 中村康史 役
- マルホの女〜保険犯罪調査員〜 第3話（2014年4月25日、テレビ東京）- 記者 役
- 刑事の十字架（2014年5月7日、テレビ東京）- 相川俊介 役
- 金曜プレステージ「西村京太郎サスペンス 十津川捜査班9」（2014年7月25日、フジテレビ）- 真柴清志 役
- 月曜ゴールデン「女タクシードライバーの事件日誌7」（2014年9月1日、TBS）- 内村圭一郎 刑事 役
- ドラマスペシャル「遺留捜査」（2014年10月19日、テレビ朝日）- 金杉大輔  役
- 水曜ミステリー9「黒星警部の密室捜査」（2015年6月17日、テレビ東京）- 菊池良平 役
- 沈まぬ太陽（2016年5月8日 - 、WOWOW）- 柳原忠成 役
- 特捜9（2019年4月7日、テレビ朝日）- 藤井栄一郎 役

### 舞台
- N.G.（1999年）
- 夢の女（1999年）
- 三人姉妹（2000年）
- 屋上の人（2002年）
- ゼロの神話（2003年）
- 初仕事納め（2006年）※Wキャスト
- 岡本でございます!（2008年）
- オサエロ（2008年）
- 眠れぬ夜のホンキートンクブルース完結編（2008年）
- 夏の穴（2010年）
- 女殺油地獄（2010年）- 主演
- ピンク スパイダー（2011年）[6]
- 菊次郎とさき（2012年）- 長男 重一 役
- 菊次郎とさき（2015年）- 梅島の巡査 役
- Walk On（2015年）- 後藤清 役
- スケルトンカラーvol.1 サクラ山荘 こけら落とし（2015年）- 有田 役 ※初プロデュース
- Honganji〜リターンズ〜（2016年8月、明治座）- 小雀 役
- Orega Presents Vol.01「初恋2018」（2018年、東京芸術劇場シアターウエスト 他）

### 映画
- 釣りバカ日誌15 ハマちゃんに明日はない!?（2004年）
- 仮面ライダーシリーズ
  - 劇場版 仮面ライダー響鬼と7人の戦鬼（2005年）- トドロキ 役
  - 劇場版 仮面ライダー電王 俺、誕生!（2007年）- 佐助 役 ※友情出演
  - 仮面ライダー×仮面ライダー 鎧武&ウィザード 天下分け目の戦国MOVIE大合戦（2013年）- 山本昌宏 / 仮面ライダーメイジ 役
- キャラウェイ（2007年）
- 転生（2007年）
- 無認可保育園ひよこ組!（2007年）
- ヘブンズ・ドア（2009年）
- 踊る大捜査線 THE MOVIE3 ヤツらを解放せよ!（2010年）- 最上刑事 役[6]
- またいつか夏に。（2012年）- 谷内 役
- アラグレ（2013年）- 曽根修一 役
- 脳男（2013年）
- アラグレ2 ROPPONGI v.s.SHIBUYA（2014年）- 曽根修一 役

### ゲーム
- オール仮面ライダー ライダーレボリューション（2016年12月1日、3DS）‐ 仮面ライダー轟鬼 役

### CM
- ソーラーフロンティア（2010年 - 2011年）
- チヨダ バイオフィッター・スタイリッシュ for men（2010年）
- カタログ アウトドアワークウェア「LIPNER」（2012年 - 2014年）
- 花王 サクセス「サクセスシャンプー 髪まとめるタイプ」（2016年）
- ダンロップタイヤ「ダンロップスタッドレス「モチロンギュ編」」（2017年 - 2018年）
- 妖怪ウォッチ BUSTERS2（2017年 - 2018年）
- Google「Google アシスト アクション編」（2018年）
- Audi「The new Audi A6 明日まで走ろうか。」（2018年 - ）